# Andrej Bičan
Andrej Bičan (* 4. ledna 1975 Bratislava) je slovenský herec, bavič a moderátor. Od roku 2007 pravidelně moderuje slovenskou zábavně-soutěžní relaci 5 proti 5.

## Život
Vystudoval Vysokou školu múzických umění v Bratislavě. Po studiích působil v divadlech Nová scéna, Malá scéna a také v Divadle Pavla Országha Hviezdoslava. Jako televizní moderátor se poprvé objevil na již zaniklé televizní stanici Luna. V povědomí širšího obecenstva se dostal díky moderovaní pořadu Maxihra na STV1. Poté přijal nabídky na moderování pořadů Schôdzka naslepo, Megabyte, Nákupná horúčka či 5 minút slávy. Na TV JOJ účinkoval v programech Extrém, Na paškál, Varí vám to. Pod jeho jménem byly vydány tři knihy o vaření: Andrej Bičan varí s Andreou (2006), Andrej Bičan varí s Tomášom (2007) a Andrej Bičan varí s Vincenzom (2005). Po návratu do veřejnoprávní televize začal moderovat na slovensku úspěšnou zábavně-soutěžní relaci 5 proti 5. V roce 2012 získal ocenění v anketě Osobnosť televíznej obrazovky, kde zvítězil v kategorii Zabávač/Moderátor zábavní relace. V roce 2016 byl účinkujícím zpěvákem ve dvou sériích show Tvoja tvár znie povedome. V prosinci 2016 začíná Andrej moderovat zábavnou show Hviezdna párty jde o slovenskou verzi licencovaného formátu Hollywood Game Night.

## Osobní život
Andrej byl dvakrát ženatý. S první manželkou Andreou má syna Michala a se svoují druhou ženou Editou má dvě dcery Annu a Ninu.

## Filmografie
- 1994 Národný hriešnik (TV film)
- 1995 Komorný spevák (TV film)
- 1995 Albert, Albert (TV film)
- 2000 Krysař (divadelní záznam)